# پیپت کوچک
پیپت کوچک (نام علمی: Anthus caffer) نام گونه‌ای از سرده پیپت‌ها است.